# Hypacrosaurus stebingeri
Hypacrosaurus stebingeri es una especie del género extinto Hypacrosaurus (gr. "lagarto casi más alto") de dinosaurios hadrosáuridos, que vivió a finales del período Cretácico, durante el Campaniense, hace aproximadamente 75 millones de años, en lo que hoy es Norteamérica. Es conocido por un número desconocido pero sustancial de individuos, con un rango de edad de embriones a adultos. La segunda especie del género Hypacrosaurus recibió su nombre por una variedad de restos, incluidas crías con huevos y nidos asociados, que se encuentran cerca de la parte superior de la Formación Dos Medicinas del Campaniense tardío en el Condado de Glacier, Montana , y al otro lado de la frontera en Alberta, Canadá. Estos representan "la colección más grande de material esquelético de bebés de cualquier especie de hadrosaurio conocida".
La ligeramente más antiguos que Hypacrosaurus altispinus, la formación también esta poblado por el hadrosáurido también conocido por los nidos, Maiasaura, el trodóntido Troodon, quien también se conoce por restos de nidos. El tiranosáurido Daspletosaurus, cenagnátido Chirostenotes, dromeosáuridos como Bambiraptor y Saurornitholestes, dinosaurios armados Edmontonia y Euoplocephalus, el hipsilofodóntido Orodromeus, además de hadrosáuridos Prosaurolophus, y ceratopsiso como Achelousaurus, Brachyceratops, Einiosaurus, y Styracosaurus ovatus también estaban presentes. Esta formación estaba más lejos de la Via Marítima Interior, siendo más alto, seco y con una influencia más terrestre.